# خولیو گونزالس
خولیو گونزالس (اسپانیایی: Julio González‎؛ ۲۱ سپتامبر ۱۸۷۶ – ۲۷ مارس ۱۹۴۲) یک مجسمه‌ساز و نقاش کاتالونیایی بود. او در سبک کوبیسم فعالیت می‌کرد و در جنبش نوگرایی در هنر، نقش موثری داشته است.